# Саратамата
Саратамата — столиця провінції Пенама острівної країни Вануату.
Він розташований на східному березі острова Амбае і є найбільшим поселенням на цьому острові.

## Економіка та інфраструктура
Є кілька роздрібних магазинів, ресторан, гостьовий будинок і місцевий ринок, де продаються товари місцевого виробництва. Саратамата обслуговується невеликим аеродромом, розташованим у сусідньому поселенні Лонгана з регулярними внутрішніми рейсами до Порт-Віла та Луганвіль, які виконує Air Vanuatu.